# Hyunbin Min
Hyunbin Min, né le 8 février 1989, est un grimpeur sud-coréen. 

## Palmarès

### Championnats d'Asie
- 2010
  -  Médaille d'or en difficulté
  -  Médaille d'or en bloc